# 歌ネタゴングSHOW 爆笑!ターンテーブル
『歌ネタゴングSHOW 爆笑!ターンテーブル』（うたネタゴングショー ばくしょう!ターンテーブル）は、TBS系列で放送されたバラエティ番組。
2020年4月より特別番組として不定期に放送された他、2021年4月11日から6月13日までレギュラー番組として、毎週日曜13:30 - 13:57（JST、日曜グランプリ枠）に全10回が放送された。

## 概要
｢笑う音楽バラエティ｣をコンセプトに、芸人や歌手、人気タレントから話題のアマチュアまで様々な人物が自ら作詞した歌ネタを披露する。ネタは替え歌でも、自ら作曲したオリジナル曲でもOK。ネタの途中で審査を行い、審査員に面白くないと見なされれば途中で強制終了となるシビアなルールがこの番組の特徴である。

## ルール

### 共通
アーティストがMCである桐山照史（ジャニーズWEST）の前説と共にターンテーブル（巨大回転ドア）に乗り登場し、番組MCと審査員の前で1～2分程度の歌ネタを生披露する。その間、画面左側にはアーティスト、右側には判定スタートまでの残り時間と審査員全員のワイプが常に映し出される(特番第1回・特別編を除く)。
ネタが始まって規定された時間（約15秒～80秒）が経過した時点で審査がスタートし、審査員はこの歌をもっと聞きたいと感じたら手元のボタンを押す。
規定の条件を満たすとフルコーラス（完奏）が確定し、審査員のワイプが消えアーティストのみが映し出される。ただし、条件を満たせなければ途中で強制終了となってしまう。
アーティストによっては判定無し・歌詞を間違えるなど別条件で強制終了となる特別ルールで行われることがある。

### スタジオ版
審査員は審査委員長(第5回～)を含め、特番は5人、特番第3回とレギュラー版は4人。
第1回
判定タイムと同時に5人中3人以上がボタンを押せば引き続きネタを披露することができるが、2人以下だとその時点で強制終了となり、ターンテーブルが作動して即退場となる。
全てのアーティストの歌ネタ披露が終了した後に審査員がもう一度聞きたいアーティストによる「アンコールTIME」に突入。判定は無く、選ばれた3～5組のアーティストは新ネタ披露、もしくは完奏できなかったネタをフルコーラスで再披露することができる。
最後に審査員たちが最も気に入ったアーティストを「今日の推し」として1組発表する。
第2～4回
判定スタートと同時にターンテーブルが作動（その間もネタは続行）し、アーティストが徐々にフェードアウトしていく。判定スタートから10秒以内に審査員5人全員がボタンを押せばターンテーブルが逆回転、スタート位置まで戻され引き続きネタを披露することができるが、1人でもボタンを押さなかった場合は強制終了となり、そのまま流されて退場となる。
全てのアーティストの歌ネタ披露が終了後、第1回同様に｢アンコールTIME｣及び｢今日の推し｣のアーティストを決定する。
レギュラー版・第5・6回
審査中もターンテーブルは回転せず、5秒以内に5人全員がボタンを押せばフルコーラス確定となり、引き続きネタを披露できるが、1人でも押さなければ強制終了となり、ターンテーブルが作動して退場というルールに変更した。
第5回ではこれまでに行われてきた｢アンコールTIME｣及び｢今日の推し｣が廃止されたが、第6回では「今日の推し」が復活し、審査委員長が決定する。

#### 10連チャレンジ
レギュラー放送最終回で実施。各アーティストが歌ネタを10個連続(1つのネタにつきおよそ5～15秒)で披露する。1つのネタが終わる度に審査がスタート。審査員は各ネタにつき規定された順番で1人ずつ交互に行う。制限時間4秒以内に担当の審査員がボタンを押せば次の歌ネタを披露できるが、押さなかった場合はその時点で強制終了となる。10個全ての歌ネタをクリアすることができれば賞金3万円を獲得。

#### 7連フィーバー！ターンテーブル
特番第5回(スタジオ版)以降で実施。10連チャレンジ同様に歌ネタ7つを連続(1つのネタにつきおよそ5～30秒)で披露し、審査は5人の中から1人ずつ順番に行う。審査時間は各ネタ5秒に延長した。7つ全ての歌ネタをクリアすることができればその場で賞金7万円を獲得。
特番第6回ではルールが変更。6つ目のネタまでは1つのネタにつき審査は2人ずつ順番に行う。2人ともボタンを押せばクリア。7つ目（最後）のネタは5人全員が審査し、全員がボタンを押せば完全制覇となる（賞金は無し）。

#### 一撃！ワンフレーズテーブル
特番第6回（スタジオ版）で実施。芸人が考えた替え歌を歌うまアーティストがターンテーブルのそばにある円形ステージで熱唱し、最後のワンフレーズのみを考案した芸人が自ら歌い上げる。フレーズを言い終えると芸人のみがターンテーブルで退場し、それと同時に新たな芸人が登場する。審査は無く、歌うまアーティスト及び芸人は最後までネタを披露出来る。

### 出張版
特番第3～5回で実施。新火曜ドラマの撮影スタジオや会見場所、他の番組のスタジオで収録。芸人アーティストが挑戦。ターンテーブルは足場のみが回転する小規模なセット。審査員はドラマや撮影スタジオの番組に出演した3～4人。
審査員全員がボタンを押せばフルコーラスが確定する。演出はスタジオ版と大まかには同じである。前説は特番第3､4回ではスタジオ版同様桐山が、特番第5回ではナレーションの花江担当するが、画面には映らず音声のみ。また、アーティストは過去に披露したネタを再披露してもOK。
最後に「推し芸人」を1組発表する。回によっては、選ばれた芸人はターンテーブルに乗り再び登場することができる（ネタは披露しない）。また、第5回では出場したアーティストの中で唯一強制終了となったわらふぢなるおが推し芸人に選ばれた（本人たちは登場しなかった）。

#### リモート審査版
特番第4回で実施。新火曜ドラマの撮影スタジオで収録するが、アーティストは別の場所からモニター画面越しにネタを生披露する。ターンテーブルは出張版と同じセット。審査員はドラマに出演している2人。前説はナレーションの花江が担当する(音声のみ)。判定時に足場が回転する(しない場合もある)とともにテレビ画面上にシャッターが徐々に降りてくる。10秒以内に2人ともボタンを押せばその瞬間にシャッターが消え去り最後までネタを披露できるが、どちらか一方でもボタンを押さなければシャッターが閉まりきり、通信が途切れて強制終了となる。
最後に「推しアーティスト」を1組発表する。

### 待ち伏せ！ターンテーブル
特番第6回で実施。出張版の類似企画。局内で仕事終わりの芸能人を待ち伏せし、突撃して歌ネタを見てもらうお笑いの押し売り企画。ターンテーブルは出張版と同じセットを使用している。審査は無く、アーティストは最後まで歌ネタを披露出来る。

## 出演者

### MC
- 桐山照史（ジャニーズWEST）特番（スタジオ版）・レギュラー放送
- 吉村崇（平成ノブシコブシ）特番（スタジオ版・出張版）・レギュラー放送 - 特番第3回は欠席。

#### ゲストMC
- 中村アン 特番第4回・第6回・第7回（スタジオ版）・レギュラー放送

#### 代理・コーナーMC
- 川島明（麒麟）特番第3回（スタジオ版）
- 斎藤司（トレンディエンジェル）特番第3回（出張版）・特番第4回（リモート審査版）・特番第6回（待ち伏せ！ターンテーブル）
- 野村彩也子（TBSアナウンサー）特番第4回（リモート審査版）
- 山本里菜（TBSアナウンサー）特番第5回（出張版）

### ナレーション
- 花江夏樹

### 審査員
レギュラー審査員
- みちょぱ
- 川島明(麒麟)-特番第3回は吉村の代打MCを担当。

スタジオ版（特番）
| 回 | 審査委員長(審査員)           | 審査員                   | 審査員       | 審査員   | 審査員         |
| -- | ---------------------------- | ------------------------ | ------------ | -------- | -------------- |
| 1  | Zeebra                       | 橋本マナミ               | 本田望結     | みちょぱ | 川島明（麒麟） |
| 2  | 綾小路翔                     | 趣里                     | 三宅健（V6） | みちょぱ | 川島明（麒麟） |
| 3  | 市川猿之助                   | 小芝風花                 | 三宅健（V6） | みちょぱ | （なし）       |
| 4  | 石原良純                     | 三浦翔平                 | 三吉彩花     | みちょぱ | 川島明（麒麟） |
| 5  | 後藤輝基(フットボールアワー) | 重岡大毅(ジャニーズWEST) | 仲里依紗     | みちょぱ | 川島明（麒麟） |
| 6  | 綾小路翔                     | 佐々木美玲（日向坂46）   | 高橋文哉     | みちょぱ | 川島明（麒麟） |
| 7  | 長嶋一茂                     | 三浦翔平                 | 髙橋ひかる   | みちょぱ | 川島明（麒麟） |

スタジオ版（レギュラー放送時代）
| 回 | 審査委員長                      | 審査員     | 審査員   | 審査員         |
| -- | ------------------------------- | ---------- | -------- | -------------- |
| 1  | 後藤輝基 （フットボールアワー） | 鷲見玲奈   | みちょぱ | 川島明（麒麟） |
| 2  | 後藤輝基 （フットボールアワー） | 鷲見玲奈   | みちょぱ | 川島明（麒麟） |
| 3  | 後藤輝基 （フットボールアワー） | 鷲見玲奈   | みちょぱ | 川島明（麒麟） |
| 4  | 後藤輝基 （フットボールアワー） | 鷲見玲奈   | みちょぱ | 川島明（麒麟） |
| 5  | 蛍原徹（当時雨上がり決死隊）    | 山之内すず | みちょぱ | 川島明（麒麟） |
| 6  | 蛍原徹（当時雨上がり決死隊）    | 山之内すず | みちょぱ | 川島明（麒麟） |
| 7  | 蛍原徹（当時雨上がり決死隊）    | 山之内すず | みちょぱ | 川島明（麒麟） |
| 8  | 蛍原徹（当時雨上がり決死隊）    | 山之内すず | みちょぱ | 川島明（麒麟） |
| 9  | 岡村隆史（ナインティナイン）    | 夏菜       | みちょぱ | 川島明（麒麟） |
| 10 | 岡村隆史（ナインティナイン）    | 夏菜       | みちょぱ | 川島明（麒麟） |

出張版（特番）
| 回 | 審査員                     | 審査員     | 審査員                    | 審査員                       | 備考 |
| -- | -------------------------- | ---------- | ------------------------- | ---------------------------- | --- |
| 3  | 仲野太賀                   | 森七菜     | 中村倫也                  | 石橋静河                     | 火曜ドラマ｢この恋あたためますか｣のイベント先である東京スカイツリーで収録。                                             |
| 4  | 平野紫耀 （King & Prince） | 滝沢カレン | 近藤春菜 （ハリセンボン） | 山本匠晃 （TBSアナウンサー） | スペシャルゲスト：明石家さんま（審査には不参加） ｢爆笑!明石家さんまのご長寿グランプリ｣の収録直後に同じスタジオで収録。 |
| 5  | 二階堂ふみ                 | 眞栄田郷敦 | 高橋克実                  | （なし)                      | 火曜ドラマ｢プロミス・シンデレラ｣の撮影現場で収録。                                                                     |

リモート審査版（特番）
| 回 | 審査員     | 審査員 | 備考                                                                 |
| -- | ---------- | ------ | -------------------------------------------------------------------- |
| 4  | 上白石萌音 | 菜々緒 | 火曜ドラマ｢オー!マイ・ボス!恋は別冊で｣の撮影現場からリモートで審査。 |

待ち伏せ！ターンテーブル
いずれも審査はしない。
| 回 | ゲスト        | ゲスト        | 備考                                                           |
| -- | ------------- | ------------- | -------------------------------------------------------------- |
| 6  | ウルフ アロン | ウルフ アロン | 報道・情報番組「THE TIME,」の撮影終わりを直撃。                |
| 6  | 高杉真宙      | 深川麻衣      | 火曜ドラマ「婚姻届に判に捺しただけですが」の撮影終わりを直撃。 |

### アーティスト
()内は特番、[]内はレギュラー放送においての出演回を表す。◎の人物は、出演の時点TBSテレビの現職アナウンサー。<>内は完奏回数/挑戦回数。

#### 常連アーティスト
ここでは4回以上挑戦した者を常連とし、参戦回数が多い順に列挙。ピン芸人はコンビ・ユニット・コラボでの参戦も含む。
ずま（虹色侍）
(2)(3)(4)(5)(6)(7)[1][4][8][10]<11/11>
- 番組最多登場アーティストかつ最多完奏・最多連勝記録の持ち主。
- 主なネタは自身のYouTubeでも披露している「CMソングの続きを勝手に作ってみた」「名曲の歌詞とメロディーはそのままに全く違う歌い方をする」など。
- 前説でも「ターンテーブルきっての正統派」と称される程の安定した実力を持ち、審査員からも信頼されている。

怪奇!YesどんぐりRPG
(1)(2)(3)(4)(5)(6)(7)[3][10]<8/9>
- 全特番に登場。ただし特番第3回は出張コーナーのみの出演。
- ネタはYes!アキトが高校球児、どんぐりたけしとサツマカワRPGがその応援団に扮してギャグを披露する「ギャグ歌メドレー」。
- 番組のエースと見なされており、特番第3回で強制終了となった際はレギュラー陣も衝撃を受けていた。

中山功太
(1)(2)(3)(4)(5)(6)(7)[6][8]<8/9>
- 全特番に登場。第3回では本編と出張コーナー両方に登場している。
- 「芸人やめてぇな」という曲名の演歌に乗せて特定の職業を「○○するだけ〜♪」などと貶すネタが定番。
- 特番第5回以降は久保田かずのぶ(とろサーモン)とユニットを組んで同様のネタを披露している。
- 毎回審査員に嗜められながらも特番第3回の出張コーナー以外では全て完奏を成し遂げている。

お見送り芸人しんいち
(1)(2)(3)(4)(6)(7)[4][5]<8/8>
- 特番第3回は本編と出張コーナー両方に登場。
- 自身の持ちネタである「僕の好きなもの」が定番のネタ。ギターに乗せて皮肉やあるあるを交えた自分の好きなものを歌う。
- 特番第3回(本編)以降、ジャニーズWESTのメンバーとユニットを組み、ネタを披露している。出演したメンバーは後述。

斎藤司(トレンディエンジェル)
(1)(2)(3)(4)(5)(6)[5]<6/7>
- 特番第1・3・5回、レギュラー第5回はコンビ・ユニットでの出演。
- 特番第3回以降、出張コーナーなどでMCをする事もある。
- 自身の髪を自虐するネタや韓国ドラマ関連の替え歌など、持ちネタは幅広く、完奏率も安定している。

岩橋良昌（当時プラス・マイナス）
(1)(2)(3)(4)(5)(6)[3]<6/7>
- 特番第1〜4回はコンビ(当時)での出演。
- 自身の持ちネタ「体モノマネ」や一発ギャグを歌に乗せたネタが多い。
- 完奏率はコンビ・ピンを問わず高いが、特番第5回の「7連フィーバー!ターンテーブル」では審査員の佐々木美玲にネタが伝わらず、4曲目で終了となった。
- 最終出演後の2024年2月にコンビを解散した。

SAKURAI
(2)(3)(4)(6)[4][5][10]<6/7>
- 特番第3回は出張コーナーのみの出演。
- 初登場当初からゲストとのスペシャルコラボで、その人の秘密をギターに乗せて歌うネタが多い。
- 単独でネタを披露したのは特番第3回の出張コーナーのみだが、その時だけ強制終了となってしまった。

どぶろっく
(4)(6)[1][4][6][8][10]<7/7>
- 元々歌ネタを得意としている事もあり、強制終了を経験していない安定した実力を誇る。

MASAKI（ベリッシモ）
(1)(2)(3)(6)(7)[2]<5/7>
- 一貫して菅田将暉のモノマネで出演している。特番第1回の登場がテレビ初出演だった。
- 菅田将暉への憧れを歌った替え歌が多いが、特番第1回ではテレビ初出演の緊張からか途中で歌詞を忘れ、歌が破綻してしまった。
- これを受け第2回では「判定なし・歌詞を間違えたら即終了」の特別ルールで挑戦。本編では強制終了となったものの、アンコールTIMEの再挑戦で成功し、審査員からスタンディングオベーションを受けた。
- 一方、肝心の菅田将暉のモノマネに関しては「似てない」などと言われてしまう事が多い。「ターンテーブルの問題児」と称され登場した特番第7回では招いた別のモノマネ芸人の歌声に口パクするという手法を用いてみちょぱから「やり方が汚い」と言われた。
- レギュラー第2回では番組初のパーフェクト(全組完奏)をかけて挑戦したものの、強制終了となった。

ゆりやんレトリィバァ
(2)(3)(4)(6)[6][8]<0/6>
- ターンテーブルとはとことん相性が悪く、番組最多の6連敗を樹立してしまう。
- 川島曰く「早いテンポで色んなネタをやって欲しいのに、1つのネタを薄めすぎてて、ハイボールやったらほぼ炭酸水」。

エハラマサヒロ
(3)(4)(6)(7)[2]<4/5>
- レギュラー第2回以外はユニットでの出演。
- 特番第3・4・6回は娘と共に出演し、童謡をラップ調にしたネタを披露。
- 特番第7回ではMisonoとユニットを組み、彼女の実姉・倖田來未がカバーする「WON'T BE LONG」の替え歌で挑戦するも初の強制終了。みちょぱ曰く「エハラさんのクセのある歌い方がちょっと…アレルギーなのかな」。

COWCOW
(1)(4)(5)(7)[6]<4/5>
- 特番第1回では南無阿弥陀仏の念仏をボサノバ風にアレンジして歌うも強制終了。
- 特番第4回以降は日常でよく見かける人を探すという趣旨の「こういう人知りません？」という歌で連勝している。

こがけん
(5)(6)(7) [1][6]<5/5>
- 常連アーティストでは珍しくレギュラー化前の特番には未出演。
- 持ちネタはハリウッド映画で「こいつこの後絶対死ぬやん」というキャラクターの言動をピアノに乗せて歌う「死亡フラグの唄」。
- 特番第6回では中間淳太(ジャニーズWEST)とユニットを組んで披露した。

独唱の塔天
(3)(4)(5)[3][10]<4/5>
- 特番第3回の初登場がテレビ初出演だった。
- 「おべんきょうのうた」と称してオムニバス形式の替え歌を披露するネタが審査員にハマり、その後常連となる。
- 特番第10回の「10連チャレンジ」の最初の挑戦者。しかし夏菜にネタが伝わらず僅か2曲目で終了となった。

永野
(2)(3)(4)(6)[1]<4/5>
- 青雲のコマーシャルソングの替え歌で自身が主に業界人に対して感じた違和感などを歌う「思い出語って赤坂」が持ちネタ。

トム・ブラウン
(1)(5)(6)(7)[9]<3/5>
- 完奏したネタも含めて評価は低い事が多い。
- 特番第6回では東京オリンピックの選手のモノマネで7連ターンテーブルに挑むも史上初の1曲目で終了。みちょぱ曰く「ナメてんじゃねーぞ」、綾小路翔曰く「オリンピックで涙しながら応援した気持ちを踏みにじられたような気持ちで許せなかった」とターンテーブルでも稀に見る酷評だった。

Mr.シャチホコ
(4)(6)[2][5][10]<5/5>
- 持ちネタである和田アキ子や桜井和寿(Mr.Children)のモノマネで彼らの歌の替え歌を披露する。

わらふぢなるお
(1)(2)(3)(4)[8]<3/5>
- 基本的に作詞作曲まで手掛けたオリジナルソングを披露する。
- 吉村からは「エース」とも呼ばれる高い実力を持つ一方、審査員のボタンの押し遅れでアウトになったり、出張コーナーで強制終了になったがなぜか推しに選ばれるなど、運に恵まれない事もある。

おいでやす小田
(5)(7)[1][4]<4/4>
- 一貫して女性芸能人とのコラボで出演し、相手が歌う歌詞に大声でツッコミを入れる。
- このネタは毎回高い評価を受ける一方、本来のユニットの相方であるこがけんとは共演した事がない。

神山智洋(WEST.)
(3)(4)(5)(6)(7)<4/4>
- 一貫してお見送り芸人しんいちとユニットを組んで出演。

河本準一（次長課長）
(4)(5)(6)[5]<3/4>
- 一貫してトレンディエンジェル斎藤とのユニットで出演。
- 情熱大陸のテーマに乗せて豆知識を披露する「情報大陸」が定番だが、フリップを捲る際、細かい揺れが大きすぎて歌うより先に見えてしまう事があり、特番第5回の7連ターンテーブルではそれが原因で完奏を逃した。

さくらまや
(3)(4)(6)[1]<4/4>
- 特番第3回で「紅蓮華」の替え歌で現状を歌ったところ、SNSで拡散され、大きな話題となった。
- その後の特番第4回では同じく「紅蓮華」の替え歌で仕事が増えた事を報告。
- レギュラー第1回は川島の相方である田村裕(麒麟)とユニットを組んで登場。田村の川島に対する思いを「炎」の替え歌に乗せて代弁した。

3時のヒロイン
(3)[1][2][10]<4/4>
- 替え歌に乗せてゆめっちやかなでの恋愛遍歴などを歌うネタが多い。

コロコロチキチキペッパーズ
(5)(6)(7)[6]<0/4>
- 基本的に替え歌でナダルのギャグ「イっちゃってる」に重点を置いた歌が多い。
- ターンテーブルとは非常に相性が悪く、特に川島とは初登場時に「ナメられたもんやな」と酷評されて以降、インタビュー動画でも「天敵」「共演NG」と言われるなど因縁がある。

島田珠代
(5)(6)(7)[7]<4/4>
- オリジナルソングに乗せてギャグを披露する「おばちゃんダンス」は常に審査員から絶賛されている。
- 特番第6回以降は松本伊代とユニットを組んで登場している。

パニーニ
[7](5)(6)(7)<4/4>
- 普段から披露している「空耳アワーにありそうな曲」などを披露する。
- 特番第5回以降は男性芸能人と共にネタを披露している。

レイザーラモンRG
(3)(4)[2][5]<4/4>
- モノマネを活かしたネタが多い。

#### 常連以外で特筆事項があるアーティスト
主にルールにおけるイレギュラーなどが発生したアーティストを記載。
おばたのお兄さん
(4)<0/1>
- 一度フルコーラスが確定したが、その後歌詞を間違え、審査員・MCの総意でターンテーブルが作動し強制終了となった。

春日俊彰（オードリー）
(2)(3)<1/2>
- 有名なダンスを踊るダンサーの横でつられることなく「カスカスダンス」を踊るというネタ。
- 特番第3回で強制終了となったが審査員の小芝風花が「続きを見たかったが、ボタンを押そうか迷っているうちに終わってしまった」と言う。そこで桐山が「風花ちゃんがもう一回見たいというのであれば」と再披露を提案。代理MCの川島に「こんな事やりだしたらターンテーブル何なんだってなりますよ」とツッコまれつつも、特例で判定なしの「エキシビションマッチ」として改めて披露した。

ケイリー
(3)<0/1>
- 女性TikToker。
- 「さくらんぼ」を息継ぎなしで歌い、息継ぎをした時点で強制終了という特別ルールで挑戦するが、途中で息を吸ってしまい失敗となった。

ソマオ・ミートボール
(2)(3)<0/2>
- テレビ初出演の特番第2回でネタの為に巻いていたタオルが曲が始まった瞬間落ちてしまい、自分からストップを申し出て、そのまま強制終了となった。
- 翌特番第3回ではミスなく歌い出せたものの、審査員が1人もボタンを押さず強制終了となった。

ティモンディ
(2)<0/1>
- 桐山が前説を噛んでしまい、仕切り直しとなるハプニングが発生。
- その後、歌が強制終了となり、川島が「高岸にとって期せずして2試合目になってしまったんで…」とやり直しによる高岸の疲れを指摘した。

ほのか & 池田Mg
(4)(5)[2]<3/3>
- 特番第4回で「フレンズ」の替え歌で、マネージャーであるはずの池田がタレントである自分(ほのか)より目立ちすぎているという旨の愚痴を歌うが、放送後「池田Mgが可愛い」と話題になる。
- これを受けレギュラー第2回ではほのかと池田Mgの「モノマネ対決」を実施。特別ルールとして判定なし、歌唱後にどちらが似ているかを審査員の投票で決定するルールを採用。
- ほのかは森高千里「私がオバさんになっても」、池田MgはJUDY AND MARY「くじら12号」のモノマネを披露し、結果は4-0で池田Mgが勝利する。
- その後特番第5回では池田Mgとほのかの立場が逆転したかの様なオリジナル曲を披露した。

#### 1度でも挑戦した事があるアーティスト
レギュラー第9回に登場した一部のアーティストはオーディションのため審査なし。
- 相川七瀬 (3)<1/1>
- アイデンティティ (1)(4)<0/2>
  - 田島直弥 [8]<1/1>
- アイロンヘッド (1)(4)[8]<3/3>
- 阿佐ヶ谷姉妹 (1)(6)[8]<3/3>
- 中孝介 (3)<1/1>
- AMEMIYA (4)[5]<1/2>
- アルコ&ピース (1)<1/1>
- R藤本 (4)<0/1>
- アンミカ (4)<1/1>
- イージードゥダンサーズ
  - 大原優一 (3)(4)[2]<3/3>
  - TOKU (3)(4)[2]<3/3>
- 市川フー (2)<1/1>
- 伊藤一朗（Every Little Thing） [4]<1/1>
- 井上あずみ [7]
- 岩井ジョニ男（イワイガワ） [3]<1/1>
- ウルトラトウフ [9]
- エイトブリッジ (3)<1/1>
- 江原美羽 (3)(4)<2/2>
- おかずクラブ (3)<0/1>
- オズワルド [7]<1/1>
- オラキオ (4)<1/1>
- 蛙亭 [7]<0/1>
- ガク（真空ジェシカ） [1][5]<2/2>
- 加藤一二三 (2)<1/1>
- 兼光タカシ（プラス・マイナス） (1)(2)(3)(4)<3/4>
- 華原朋美 (6)<1/1>
- カミナリ (4)<1/1>
- kame [2](5)<2/2>
- 川原克己（天竺鼠） [10](5)(6)<3/3>
- 河邑ミク [7]<1/1>
- きつね (4)<0/1>
- キンタロー。 (3)(4)[2]<3/3>
- 具志堅用高 [5]<1/1>
- 久保田かずのぶ(とろサーモン)(5)(6)(7)<3/3>
- クマムシ (4)<1/1>
- コウテイ [9]
- 小島よしお (3)<1/1>
- ZAZY [5]<0/1>
- サスケ [5][10](5)<3/3>
- サルゴリラ (3)<0/1>
- しずる (3)<1/1>
- 篠宮暁（オジンオズボーン） [4]<1/1>
- シマッシュレコード [4][10](5)<3/3>
- ジャニーズWEST
  - 中間淳太 (6)<1/1>
  - 濵田崇裕 (4)<1/1>
  - 小瀧望 (5)(7)<2/2>
- すゑひろがりず (3)(4)[6]<3/3>
- 末吉9太郎（CUBERS） (3)(4)<0/2>
- スギちゃん [7]<0/1>
- 鈴木奈々 (2)(4)<2/2>
- 鈴木福 [10]<1/1>
- タイムマシーン3号 (2)(3)(4)<2/3>
- たかし（トレンディエンジェル）(1)(3)[5]<3/3>
- 高橋ユウ [7]<1/1>
- 武井壮 [10](7)<2/2>
- たける（東京ホテイソン） (5)[1]<1/2>
- 田村裕（麒麟） (3)[1]<2/2>
- ダンテ・カーヴァー [1]<0/1>
- チャンス大城 (4)[3]<0/2>
- ちゅうえい（流れ星☆） (4)(6)[3]<0/3>
- 長州小力 [10]<1/1>
- 塚地武雅（ドランクドラゴン） (2)(3)<2/2>
- DJ KOO (3)(4)[2]<3/3>
- 高岸宏行 (ティモンディ)(3)<1/1>
- 手賀沼ジュン(5)[4]<2/2>
- とにかく明るい安村 (3)<0/1>
- トニーフランク (1)<1/1>
- トモ（テツandトモ） [5]<1/1>
- 永藤まな(5) [2]<2/2>
- 梛たみ子 (3)<1/1>
- 納言 (2)(3)<1/2>
  - 薄幸 (4)<0/1>
- 南波雅俊◎[2](5)<2/2>
- 西野未姫 (2)(4)(6)<2/2>
- 西村瑞樹（バイきんぐ） (2)<0/1>
- ニッチェ (4)(5)<2/2>
- にゃんこスター (1)<0/1>
- ニューヨーク (2)<0/1>
- ねこ屋敷 [9](5)<2/2>
- ノッチ（デンジャラス） (4)<1/1>
- はなしょー (4)<1/1>
- 塙宣之（ナイツ） (1)(4)<1/2>
- 馬場ももこ [9]<0/1>
- 浜口京子 [4]<1/1>
- パーマ大佐 [5]<1/1>
- 原西孝幸（FUJIWARA） [3]<1/1>
- ハリウッドザコシショウ (3)<1/1>
- 腐葉土芸人・ルミか [9]
- 歩子(5) [9]<0/1>
- ほしのディスコ（パーパー） (3)<1/1>
- ポポロクランク(5) [9]<1/1>
- パーマ大佐 [2]<1/1>
- ぼる塾 (3)<0/1>
- ボンざわーるど (3)<1/1>
- まいあんつ [3]<1/1>
- ますみ（天才ピアニスト) (1)<0/1>
- 松浦真也 (3)(4)[8]<3/3>
- 松田幸起 [9]
- 松本明子(6) (7)<1/1>
- 松本康太（レギュラー） [5]<1/1>
- 丸山桂里奈 (2)(3)<1/2>
- 丸山礼(6)<1/1>
- 峯岸みなみ（AKB48） (4)(5)<2/2>
- 三福エンターテイメント (3)<1/1>
- めいどのみやげ (1)<1/1>
- モト冬樹 [5]<0/1>
- もりせいじゅ [3]<0/1>
- 森田まりこ (3)(4)[8]<3/3>
- 矢口真里 [1]<1/1>
- 保田圭 [4]<1/1>
- 安田大サーカス
  - クロちゃん (4)(5)<1/2>
  - 団長安田 (3)(4)<2/2>
- 山内健司（かまいたち） (1)(2)(3)<3/3>
- ライス (3)<0/1>
- ラニーノーズ [9]<1/1>
- ロバート
  - 秋山竜次 (1)[6]<2/2>
  - 山本博 (1)[6]<2/2>
- 渡部陽一 (3)<1/1>
- ワッキー（ペナルティ） [3]<1/1>

## 放送日

### 特番
| 回     | 放送日         | 放送時間（JST）    | 放送枠           | 備考                                                                                    |
| ------ | -------------- | ------------------ | ---------------- | --------------------------------------------------------------------------------------- |
| 1      | 2020年4月4日   | 土曜 0:20 - 1:20   | （なし）         |                                                                                         |
| 特別編 | 2020年5月30日  | 土曜 14:00 - 14:54 | 土曜☆ブレイク    | 初回放送に未公開映像を追加したもの。                                                    |
| 2      | 2020年7月11日  | 土曜 14:00 - 14:54 | 土曜☆ブレイク    |                                                                                         |
| 3      | 2020年10月27日 | 火曜 19:00 - 20:54 | （なし）         | 初の全国ネットゴールデンタイム放送・2時間番組。                                         |
| 4      | 2020年12月27日 | 日曜 21:00 - 22:48 | 爆笑納め!5時間SP | 『爆笑納め!5時間SP』の第2部として放送。第1部は「爆笑!明石家さんまのご長寿グランプリ」。 |
| 5      | 2021年7月2日   | 金曜 20:57 - 22:54 | （なし）         |                                                                                         |
| 6      | 2021年10月5日  | 火曜 20:57 - 22:54 | （なし）         |                                                                                         |
| 7      | 2021年12月26日 | 日曜 21:00 - 22:48 | 爆笑納め!5時間SP | 『爆笑納め!5時間SP』の第2部として放送。第1部は「爆笑!明石家さんまのご長寿グランプリ」。 |

### レギュラー放送
| 回 | 放送日  | 放送内容                                   |
| -- | ------- | ------------------------------------------ |
| 1  | 4月11日 | M-1ファイナリスト&KOC王者&THE W女王が参戦  |
| 2  | 4月18日 | アーティストになりきれ!モノマネSP          |
| 3  | 4月25日 | 第7世代vsベテラン ギャグ歌対決!            |
| 4  | 5月2日  | 全て新作歌ネタ&驚きのコラボSP              |
| 5  | 5月9日  | ここでしか見られないコラボ歌ネタ           |
| 6  | 5月16日 | お笑い賞レースチャンピオンSP               |
| 7  | 5月23日 | アニソン女性歌手から女優まで、初登場芸人も |
| 8  | 5月30日 | 常連アーティストSP                         |
| 9  | 6月6日  | 実力派若手芸人歌ネタ                       |
| 10 | 6月13日 | 新作10連歌ネタ                             |

## ネット局

### レギュラー放送
| 放送対象地域 | 放送局                | 系列    | 放送期間                | 放送時間                    | ネット状況 | 備考   |
| ------------ | --------------------- | ------- | ----------------------- | --------------------------- | ---------- | ------ |
| 関東広域圏   | TBSテレビ（TBS）      | TBS系列 | 2021年4月11日 - 6月13日 | 日曜 13:30 - 13:57          | 制作局     | 制作局 |
| 宮城県       | 東北放送（TBC）       | TBS系列 | 2021年4月11日 - 6月13日 | 日曜 13:30 - 13:57          | 同時ネット |        |
| 福島県       | テレビユー福島（TUF） | TBS系列 | 2021年4月11日 - 6月13日 | 日曜 13:30 - 13:57          | 同時ネット |        |
| 愛媛県       | あいテレビ（itv）     | TBS系列 | 2021年4月11日 - 6月13日 | 日曜 13:30 - 13:57          | 同時ネット |        |
| 福岡県       | RKB毎日放送（RKB）    | TBS系列 | 2021年5月15日 - 7月16日 | 土曜（日曜深夜）0:50 - 1:25 | 遅れネット |        |

- 前番組『噂の!東京マガジン』（BS-TBSに移行）に引き続き、全編ローカルセールス枠のため、TBSテレビ以外の通常時同時ネット局でも、臨時非ネットに変更する場合がある。一方、通常時非ネット局でも不定期で臨時同時ネットや単発遅れネットで放送する場合がある[注 10][注 11]。

## スタッフ
●印の付記された者はレギュラー版から加入したスタッフを指す。
- 構成：加藤淳一郎、池田哲也、松本智子、飯塚大悟、片岡正徳、堀江B面、今井太郎（堀江・今井→第3回-）
- TM：鈴木博之
- TD：中村年正
- VE：木野内洋（第1,2,4回-）
- CAM：徳武正裕
- 音声：井上奈央子
- 照明：荻原小桃（第1,2,4回-）
- 音響効果：太田光則、山本達也
- 作曲：Nao.T
- 編集：高橋雄人
- MA：渡邊剛盛（第1-3回と●）
- CG：榛葉大介
- 美術プロデューサー：桝本瑠璃
- 美術デザイナー：佐藤風太
- 美術制作：杉山智之
- 装置：正代俊明
- 操作：中見翔輝
- 電飾：荒谷奏子
- 特殊装置：黒野堅太郎
- アクリル装飾：渡邊卓也
- メイク：三田彩聖（第3回-、第3回は照明兼務）
- 編成：石原隆史
- 宣伝：星奈津美
- TK：近藤奈々
- デスク：渡辺香織（●）
- AD：飯島歩美、大谷茉由、高嶋美紀、近藤榛香、清水裕貴（大谷・近藤・清水→●、高嶋→第4回-）
- AP：宮里良子、堀田光里（堀田→●）
- キャスティングプロデューサー：久田誠司、菊池絢子（菊池→第3回-）
- ディレクター：水口健司、久野公嗣、村中良輔、香西康位、小林悦子、鈴木顕尚、松本健人、大村岳大／及川慶、貝瀬鉄矢（貝瀬→第2回-、鈴木→第3回-、及川→第4回-、松本・大村→●）
- 総合演出：田村裕之（第1,3回-、第2回は演出）
- プロデューサー：田村恵里（●）
- チーフプロデューサー：江藤俊久（第3回-、第1,2回はプロデューサー）
- 制作：TBSテレビコンテンツ制作局バラエティ制作一部
- 制作著作：TBS

### 過去のスタッフ
- VE：對間敏文（第3回）
- 特殊装置：町端航（第2,3回）
- アクリル装飾：磯田愛美（第2,3回）
- スタイリスト：波多野としこ（第4回）
- メイク：田中智子（第2,3回、第1回はヘアメイク）
- MA：的池将（第4回）
- 技術協力：SWISH JAPAN（第4回）
- 宣伝：眞鍋武（第1-4回）、多賀名千尋（第2-4回）、筒井理恵（第4回）
- デスク：石川素子（第1-4回）
- 制作進行：中武絵利、広重衣織（共に第2,3回）
- AD：米山美咲（第1回）、堤葵析（第2回）、穴井里加子（第2-4回）、桜井佑莉、余焯傑（共に第3回）、伊集院里乃花（第3,4回）
- AP：高見良／竹井晶子、向恵利香、山口葉月（高見・竹井→第1-3回、向→第2,3回、山口→第4回）
- 協力プロデューサー：安永洋平（第3,4回）
- ディレクター：佐々木卓也、小川真人（共に第1-4回）、えとちゃん（第1-3回）
- MP：渡辺英樹（第1-3回）